# Aleksije Paleolog
Aleksij(e) Paleolog (Ἀλέξιος Παλαιολόγος = „branitelj drevne riječi“) bio je grčki plemić i megadux. Poznat je po tome što je bio praotac Paleologa. Njegovo je drugo prezime Duka. Aleksije je bio član bogate obitelji te rođak jednog drugog Aleksija Paleologa. Međutim, Aleksijevi su nam roditelji nepoznati.
Aleksije je oženio Irenu Komnenu, kćer Ivana Kantakuzina i Marije Komnene. Aleksije i Irena su bili roditelji sinova Mihaela i Andronika te djed i baka cara Mihaela VIII. Aleksijev sin Mihael je oženio nepoznatu ženu te je bačen u zatvor, a imao je dijete, sina Andronika.
Irena je postala časna sestra Eugenija, a Aleksije redovnik Antonije.